# Capitulaire De partibus Saxoniae

Droit Romano-germain
Droit du haut Moyen Âge
Admonitio generalis (789) capitulare Saxonicum (797)
Le capitulaire De partibus Saxoniae, ou capitulaire de Padenborn, est une loi promulguée en 785 par le roi des Francs Charlemagne, pendant les guerres contre les Saxons, ordonnant que les païens soient convertis au christianisme ou tués. Ce texte, imposant une conversion forcée, fut édicté pendant les guerres de Charlemagne en Germanie, dans le but de mettre fin au paganisme sur le territoire des Saxons.
Ce capitulaire interdit sous peine de mort :  
- la crémation des morts[1] ;
- l'enterrement sous les tumuli[2] ;
- les pratiques sacrificielles ;
- la rupture du jeûne de Carême[3] ;
- l'attentat contre un ministre du culte[3] ;
- l'attentat contre un objet[3] ou un lieu de culte[3] ;
- le refus du baptême[4].

Pour appuyer le texte, une cour de justice expéditive est installée en Westphalie. Les condamnations à mort sont prononcées parfois sur simple dénonciation, que le prévenu soit présent ou non.
En 797, Charlemagne instaure un nouveau capitulaire plus clément que le précédent, le capitulare Saxonicum. La peine de mort contre les païens y est abolie et commuée en amendes. Les troubles cessent progressivement vers 799.

### Ouvrages
- Rembold Ingrid, Conquest and Christianization : Saxony and the Carolingian world, 772-888, Cambridge 2018
- Flierman Robert, Saxon identities, AD 150 – 900, London, Bloomsbury Academic, 2017.
- Bachrach Bernard, Charlemagne's early campaigns, a diplomatic and military analysis, Leiden, Brill, 2013.
- Ehlers Caspar, Die Integration Sachsen in das fränkische Reich (751-1024), Göttingen, Vandenhoeck & Ruprecht, 2007.
- Springer Matthias, Die Sachsen, Stuttgart, Kohlhammer, 2004.
- La Bedolliere Emile, Witkind ou les Saxons au temps de Charlemagne, Paris, Quai des Augustins, 1843.
- De Ledenus Leopold, Kritische Beleuchtung einiger Punkte in den Feldzügen Karls des Grossen, Berlin, Posen et Bromberg, 1829.

### Travaux inédits
- Weexsteen Fabrice, La christianisation des Saxons de Pepin de Herstal à Charlemagne, thèse d’histoire, dir. Régine Le Jan et Stéphane Lebecq, université Lille 3, 1996.
- Pellaton Frantz, Pouvoir et société chez les Saxons d'Auguste à Charlemagne, thèse d'histoire, dir. Jean-Pierre Poly, université Paris Nanterre, 1994.

### Articles de revue
- Rembold Ingrid, « ‘Quasi una gens’ : Saxony and the Frankish world, c. 772-888 », History Compass, n° 15.6, 2017, p. 1-14.
- Effros Bonnie, « De partibus Saxoniae and the regulation of mortuary custom : a Carolingian campaign of Christianization or the suppression of Saxon identity? », Revue belge de philologie et d'histoire, n° 75.2, 1997, p. 267-286.
- Mayr-Harting Henry, « Charlemagne, the Saxons, and the imperial coronation of 800 », The English Historical Review, n° 111, 1996, p. 1113-1133.
- Halphen Louis, « Etudes critiques sur l’histoire de Charlemagne. La conquête de la Saxe », Revue historique, n° 132, 1919, p. 257-304.

### Articles de volumes collectifs
- Piazza Emanuele, « In search of a pastoral identity : Charlemagne’s Saxon war and the ambiguities of a missionary activity », in Andrea Vanina Neyra and Soledad Bohdziewicz (dir.), Autoridad, identidad y conflicto en la Tardoantigüedad y la Edad Media : Construcciones y proyecciones, Mar del Plata (Argentine), GIEM, 2018, p. 10-30.
- Flierman Robert, « Religious Saxons : Paganism, infidelity and biblical punishment in the Capitulatio de partibus Saxoniae », in Rob Meens, Religious Franks: Religion and Power in the Frankish Kingdoms: Studies in Honour of Mayke de Jong, Manchester, Manchester University Press, 2016, p. 181-201.
- Flierman Robert, « Gens perfida or populus Christianus ? Saxon (in)fidelity in Frankish historical writing », in Clemens Gantner, Rosamond McKitterick and Sven Meeder (dir.), The Resources of the Past in Early Medieval Europe, Cambridge, Cambridge University Press, 2015, p. 188-205.
- Goetz Hans-Werner, « ‘Sachsen’ in der Wahrnehmung fränkischer und ottonischer Geschichtsschreiber », in Hans-Werner Goetz, Anna Aurast, Simon Elling, Bele Freudenberg, Anja Lutz and Steffen Patzold (dir.), Vorstellungsgeschichte: Gesammelte Schriften zu Wahrnehmungen, Deutungen und Vorstellungen im Mittelalter, Bochum, Winkler, 2007, p. 391-408.
- Becher Matthias, « Gewaltmission. Karl der Große und die Sachsen », in Christoph Stiegemann, Martin Kroker and Wolfgang Walter (dir.), Credo : Christianisierung Europas im Mittelalter. I : Essays. II : Katalog, Petersberg, Imhof, 2013, p. 321-329.
- Graetzer Daniel G., « Widukind : Westphalian chieftain », in Shelley Wolbrink (dir.), Great Lives From History : The Middle Ages, 477-1453, Pasadena, Calif, Salem Press, 2005, p. 1094-1097.
- Reuter Timothy, « Charlemagne and the world beyond the Rhine », in Joanna Story, Charlemagne : Empire and Society, Manchester, Manchester University Press, 2005, p. 183-194.
- Wood Ian, « Beyond satraps and ostriches : political and social structures of the Saxons in the early Carolingian period », in Dennis H. Green and Frank Siegmund (dir.), The Continental Saxons from the Migration Period to the Tenth Century : An Ethnographic Perspective, Woodbridge, Suffolk, Boydell & Brewer, 2003, p. 271-297.
- Hines John, « The conversion of the Old Saxons », in Dennis H. Green and Frank Siegmund (dir.), The Continental Saxons from the Migration Period to the Tenth Century: An Ethnographic Perspective, Woodbridge, Suffolk, Boydell & Brewer, 2003, p. 299-328.
- Hucker Bernd Ulrich, « Sachsen, Franken und die christliche Mission », in Bernd Ulrich Hucker, Ernst Schubert et Bernd Weisbrod (dir.), Niedersächsische Geschichte, Göttingen, Wallstein, 1997, p. 17-39.
- Schubert Ernst, « Die Capitulatio de partibus Saxoniae », in Dieter Brosius, Christiane van den Heuvel, Ernst Hinrichs, Hajo van Lengen (dir.), Geschichte in der Region. Zum 65. Geburtstag von Heinrich Schmidt, Hannover, Hahnsche Buchhandlung, 1993, p. 3-28.

### Entrées de dictionnaire / Notice d'encyclopédie
- Von Padberg Lutz E., « Capitulatio de partibus Saxoniae », in Handwörterbuch zur deutschen Rechtsgeschichte, I, 2. fascicule, 2008, col. 813-815.

### Revues
- Revue belge de philologie et d'histoire  (Rev. belge philol. hist.)  ISSN 0035-0818